# Maabará

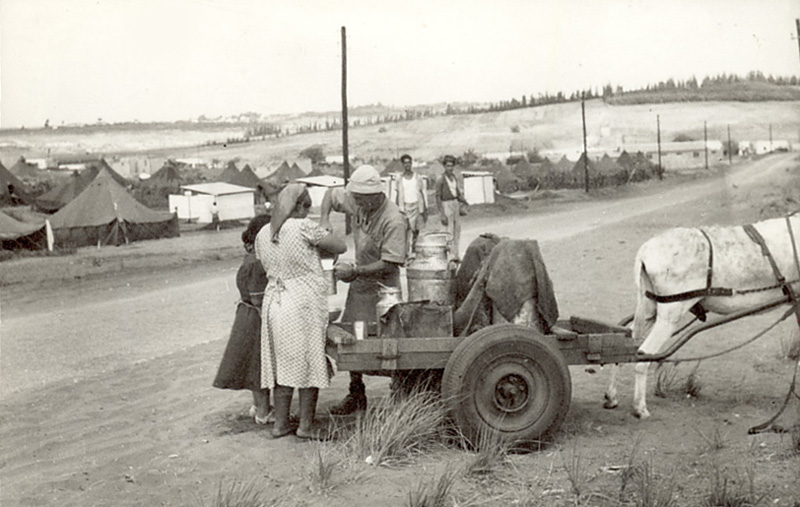
División de leche durante la inmigración a Israel

Maabará (hebreo: מעברה, tránsito, plural - maabarot, מעברות) fue el nombre dado a los campamentos de refugiados en Israel durante los años 50, que acogían a los numerosos inmigrantes judíos después de la independencia del Estado de Israel.
La palabra hebrea Maabará deriva de la palabra maavar (hebreo: מעבר, tránsito). Las Maabarot pretendieron ser comunidades temporales para los recién llegados. Los inmigrantes alojados en estas comunidades eran refugiados de Europa y el Oriente Medio.
Las maabarot fueron construidas cerca de las ciudades. La mayoría de las viviendas fueron de lata o lona. Algunas maabarot se transformaron en ciudades y otras fueron absorbidas como barrios de distintos municipios, después de que el gobierno construyera viviendas permanentes con infraestructura adecuada. 
La repentina llegada de más de 130.000 judíos iraquíes a Israel a principios de los años 1950 significó que casi un tercio de los habitantes de los Maabarot eran de origen iraquí. A finales de 1949 se había ubicado en 90.000 refugiados en las Maabarot; a finales de 1951 esta población aumentó a más de 220.000 personas, en alrededor de 125 comunidades separadas. Más del 80% de sus residentes eran originarios de Medio Oriente, debido al éxodo judío de países árabes. 
Las condiciones de vida en las Maabarot fueron muy duras, con muchas personas que compartían las instalaciones de saneamiento. En una de las comunidades había 350 personas para cada ducha y en otra 56 para cada inodoro. 
El número de personas alojadas en Maabarot comenzó a declinar en 1952, y la última Maabará fue cerrada en 1963.
Maabarot que se convirtieron en ciudades fueron Kiryat Shemona, Sederot, Beit She'an, Yokneam, Or Yehuda y Migdal HaEmeq.
- Datos: Q2288374
- Multimedia: Ma'abarot / Q2288374